# Aloguinsan
Aloguinsan es un municipio filipino perteneciente a la provincia de Cebú, en las Bisayas Centrales.

## Historia
Hacia comienzos del siglo XX, el lugar, ya por entonces perteneciente a la provincia de Cebú, tenía contabilizada una población de 5303 habitantes. En 2020, el municipio de Aloguinsan tenía censados 34 466 habitantes.